# Stazione di Dervio
La stazione di Dervio è una stazione ferroviaria posta sulla linea Tirano-Lecco, a servizio dell'omonimo comune.

## Storia
La stazione fu inaugurata nel 1894, all'apertura della tratta Bellano–Colico.

## Strutture ed impianti
Il fabbricato viaggiatori è un edificio a due piani in classico stile ferroviario, impreziosito dalle decorazioni in cotto tipiche della linea.

La stazione conta due binari per il servizio passeggeri. In passato, era presente un piccolo scalo merci, con un magazzino merci tuttora esistente.

## Movimento
La stazione è servita dai treni regionali in servizio sulla tratta Lecco–Colico–Sondrio.

## Servizi
La stazione dispone di:
- Sala d'attesa con monitor partenze
- Annuncio sonoro arrivo treni (anche in inglese)
- Parcheggio auto e moto
- Sottopasso Pedonale
- Bike sharing